# 지표수

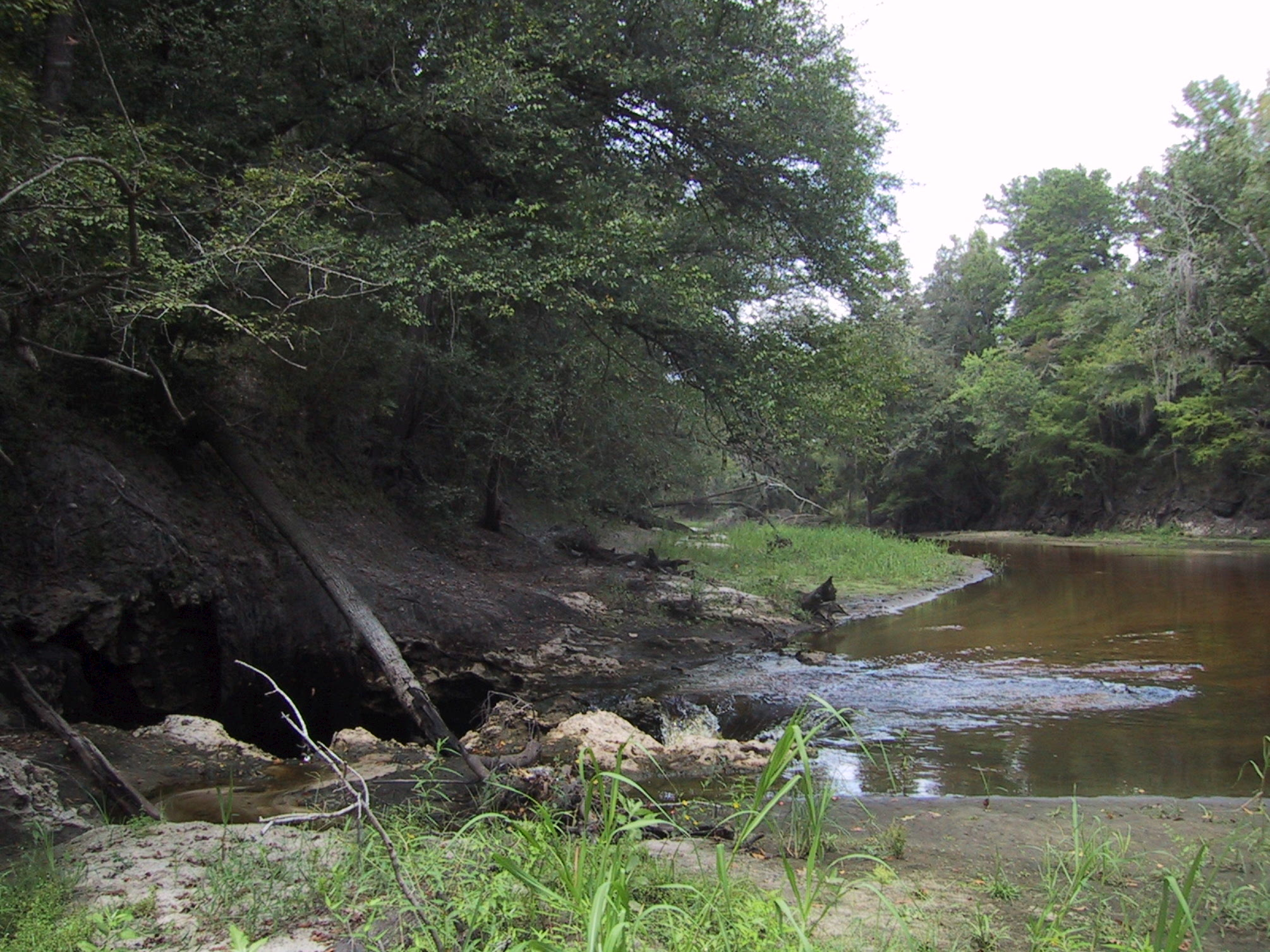

지표수(地表水)는 지표면에 남아 있거나 그 곳을 흐르는 물을 가리키는 말이다.
지표수는 육지(사면이 육지로 둘러싸인) 수체를 형성하는 육지 위에 위치한 물이다. 해수 및 바다와 같은 수체와 반대되는 블루 워터(blue water)로 호칭되기도 한다.
대부분의 지표수는 강수에 의해 생성된다. 봄에 기후가 따뜻해짐에 따라 눈 녹은 물은 인근 개울과 강으로 흘러가 인간이 마시는 물의 상당 부분에 기여한다. 지표수의 수위는 증발의 결과로 줄어들고 물이 땅속으로 들어가 지하수가 된다. 식수로 사용되는 것과 함께 지표수는 관개, 폐수 처리, 가축, 산업 용도, 수력 발전 및 레크리에이션에도 사용된다. USGS 물 사용 보고서의 경우 지표수는 용존 고형물이 리터당 1,000밀리그램(mg/L) 미만일 때 담수로 간주된다.
지표수에는 세 가지 주요 유형이 있다. 영구적인 지표수는 연중 내내 존재하며 호수, 강 및 습지(소택지 및 늪)를 포함한다. 반영구적(일시적) 지표수는 개울, 석호 및 물웅덩이와 같이 계절적으로 건조한 수로를 포함하여 일년 중 특정 시간에만 존재하는 수역을 의미한다. 인공 지표수는 인간이 구축한 기반 시설에 의해 지속 가능한 물이다. 이것은 댐으로 막힌 인공 호수, 운하 및 인공 연못(예: 정원 연못) 또는 늪이다. 댐이 보유한 지표수는 수력 발전의 형태로 재생 가능 에너지로 사용될 수 있다. 수력 발전은 에너지를 생산하기 위해 강과 하천에서 공급되는 지표수를 강제로 사용하는 것이다.

## 같이 보기
- 지하수